# Opius cumbaratzaensis
Opius cumbaratzaensis är en stekelart som beskrevs av Fischer 1969. Opius cumbaratzaensis ingår i släktet Opius och familjen bracksteklar. Inga underarter finns listade i Catalogue of Life.